# Kanazawa Jo
Jo Kanazawa (sinh ngày 9 tháng 7 năm 1976) là một cầu thủ bóng đá người Nhật Bản.

## Sự nghiệp câu lạc bộ
Jo Kanazawa đã từng chơi cho Júbilo Iwata, FC Tokyo và Thespakusatsu Gunma.